# Park Chong-pal
Park Chong-pal (kor. 박종팔; * 11. August 1960 in Seoul) ist ein ehemaliger südkoreanischer Boxer im Supermittelgewicht und sowohl linearer als auch WBA- und WBC-Weltmeister.

## Karriere
Am 22. Juli 1984 nahm er in einem auf 15 Runden angesetzten Kampf Murray Sutherland durch K. o. in der elften Runde den IBF-Weltmeistergürtel ab. Diesen Titel verteidigte er insgesamt acht Mal in Folge, und zwar gegen Roy Gumbs, Vinnie Curto (zweimal), Lindell Holmes (zweimal), Marvin Mack, Doug Sam und Emmanuel Otti. 
Im Dezember 1987 trat er gegen Jesus Gallardo um den vakanten Weltmeistertitel der WBA an und siegte durch technischen K. o. in der 2. Runde. Im darauffolgenden Jahr verteidigte er diesen Gürtel mit einem T.-K.-o.-Sieg in Runde 5 gegen Polly Pasireron und verlor gegen Fulgencio Obelmejias und Baek In-chul. Nach diesen beiden Niederlagen beendete Park seine Karriere.